# Lohijärvi (sjö i Puumala, Södra Savolax)
Lohijärvi är en sjö i kommunen Puumala i landskapet Södra Savolax i Finland. Sjön ligger 79,9 meter över havet. Arean är 3,61 kvadratkilometer och strandlinjen är 29,54 kilometer lång. Sjön  ingår i Vuoksens huvudavrinningsområde.   Den ligger omkring 44 kilometer öster om S:t Michel och omkring 240 kilometer nordöst om Helsingfors. 
I sjön finns ön Pyysaari. 